# Prithvi (míssil)
Prithvi (Sânscrito: pṛthvī "Terra") é a designação de um míssil balístico tático, superfície-superfície, de curto alcance (SRBM) desenvolvido pela DRDO da Índia.

## Variantes
- Prithvi I (SS-150) – versão do Exército - com 150 km de alcance e carga útil de 1.000 kg
- Prithvi II (SS-250) – versão da Aeronáutica com 350 km[2] de alcance e carga útil de 500 kg
- Prithvi III (SS-350) – versão da Marinha - com 350 km de alcance e carga útil de 1.000 kg